# 拉萨王系
拉萨王系，又称机约王系（藏語：སྐྱི་གཡོ་）、云丹王系，是吐蕃分裂时期的一个王系。其统治地区位于机曲和约如一带，即今日拉萨河一带和亚隆、琼结一带，后来从其王族中又分裂出几个小王系，使其统治地域缩小到拉萨河一带。
拉萨王系是云丹的直系后裔。朗达玛死后，云丹和俄松争夺赞普之位，发生伍约之战，最后导致了吐蕃帝国的崩溃。他们的君主放弃赞普头衔，改称觉阿（藏語：ཇོ་བོ་）。拉萨王系的第一代君主就是云丹。
大约在耶协坚赞和赤巴两位觉阿在位期间，佛教在多康地区再度兴盛。

## 君主列表
- 赤德云丹（ཁྲི་ལྡེ་ཡུམ་བརྟན་）
- 赤德贡宁（ཁྲི་ལྡེ་མགོན་སྙན་）
- 赤日巴贡（ཁྲི་རིག་པ་མགོན་）
- 德沃（ལྡེ་བོ་）
- 布巴坚巴（བུག་པ་ཅན་པ་）
- 赤旺秋赞（ཁྲི་དབང་ཕྱུག་བཙན་）
- 查那·耶协坚赞（ཚ་ན་ཡེ་ཤེས་རྒྱལ་མཚན་）
- 安达·赤巴（མངའ་བདག་ཁྲི་པ་）
- 阿咱热（ཨ་ཙ་ར་）
- 充波瓦（འཕྲོང་པོ་བ་）